# 桐生市立黒保根学園
桐生市立黒保根学園 (きりゅうしりつくろほねがくえん)は、群馬県桐生市黒保根町にある義務教育学校である。

## 概要
- 2022年4月に桐生市立黒保根小学校と桐生市立黒保根中学校が併合し、開校した[1]。併合に伴い、「開校準備だより」が発行された。また、「開校記念誌」も発行された[2]。
- 「4・3・2制」を採っている。

## 校章
- 校章は、以前の桐生市立黒保根小学校と桐生市立黒保根中学校の校章を合体させた案が採用された[3]。

## 沿革
- 2022年（令和4年）
  - 4月1日 - 開校。
  - 4月6日 - 開校準備のため、6学年・8学年（中学2年生相当）・9学年（中学3年生相当）が登校。
  - 4月7日 - 開校式と新任式及び最初の始業式と第1回入学式挙行。
  - 5月28日 - 第1回運動会開催。
- 2023年（令和5年）
  - 3月13日 - 第1回卒業式挙行。
  - 3月24日 - 最初の修了式と退任式挙行。

## 学区
出典
- 黒保根町上田沢（全域）
- 黒保根町下田沢（全域）
- 黒保根町宿廻（全域）
- 黒保根町水沼（全域）
- 黒保根町八木原（全域）
  - 小規模特認校を導入しており、市内全域から通学が可能になっている[5]。